# Huset Saud
Saud (Al Saud) är den släkt som givit namn åt Saudiarabien och som utgör dess kungahus. Muhammed ibn Saud (död 1765) brukar ses som dess första överhuvud.
Abdul Aziz ibn Saud (1880-1953) var den första ledaren för det moderna Saudiarabien. Bara Ibn Sauds söner och sonsöner kan bli kungar av Saudiarabien.
Genom giftermål mellan Muhammad ibn Abd al Wahhabs dotter och Muhammad bin Saud 1744 har den saudiska historien redan från början utmärkts av en fundamentalistisk syn på islam omfattad av wahhabismen (saudierna själva tar avstånd från denna term och föredrar att kalla sig "salafiter").

## Det första saudiska riket (1744–1818)

Huset Sauds antavla.

Det första saudiska riket bildades 1744 (1157 AH) när Muhammed ibn Abd al Wahhab i Diriyah i Najd på den Arabiska halvön ingick förbund med den lokale härskaren Muhammed Ibn Saud för att rensa islam från orenheter. Huset Saud med sina allierade utvidgade sitt landområde som efter hand blev den ledande staten i det inre av Arabiska halvön och kontrollerade största delen av Najd. Denna stat varade i omkring sjuttiofem år. 1803 lyckades man erövra Mekka och Medina.
Eftersom den osmanske sultanen till vilkens rike Arabien räknades, var oroad över saudiernas växande makt sände han 1811 en egyptisk armé till området för att återerövra det och lyckades besegra de saudiska/wahhabitiska styrkorna 1817. 1818 tillfångatogs Abdullah bin Saud och fördes till Konstantinopel där han avrättades.
Ledare för det första saudiska riket:
- Mohammed Ibn Saud 1744–1765
- Abdul Aziz Ibn Mohammed Ibn Saud 1765–1803
- Saud Ibn Abdul Aziz Ibn Mohammed Ibn Saud (Saud Al Kabeer) 1803–1814
- Abdullah bin Saud 1814–1818

## Det andra saudiska riket (1824–1891)
Huset Saud återvände till makten 1824 efter en återuppbyggnadsperiod av landet och huvudstaden förlades till Riyadh. Under den tid fram till 1840 då egyptierna höll landet besatt hade dock dynastin Raschid, härstammande från en yngre son till Muhammad ibn Saud och som härskade över ett stort område runt oasen Ha'il i Najd i nordvästra delen av Arabiska halvön, hunnit stärka sin position och gjort sig oeroende av huset Saud.
Det andra saudiska riket varade till 1891 då det slutligen dukade under för den konkurrerande släktgrenen i Ha'il som intog Riyadh.
Ledare för det andra saudiska riket:
- Mushari ibn Saud ibn Abd al-Aziz 1819–1819
- Turki ibn Abdallah ibn Muhammad 1819–1820
- Turki ibn Abdallah ibn Muhammad 1824–1834
- Mushari ibn Abd al-Rahman ibn Mushari 1834–1834
- Faisal ibn Turki ibn Abdallah 1834–1838
- Khalid ibn Saud ibn Abd al-Aziz 1838–1841
- Abdallah ibn Thunayyan ibn Ibrahim 1841–1843
- Faisal ibn Turki 1843–1865
- Abdallah ibn Faisal ibn Turki 1865–1871
- Saud ibn Faisal ibn Turki 1871–1871
- Abdallah ibn Faisal ibn Turki 1871–1873
- Saud ibn Faisal ibn Turki 1873–1875
- Abd al-Rahman ibn Faisal ibn Turki 1875–1876
- Abdallah ibn Faisal ibn Turki 1876–1889
- Abd al-Rahman ibn Faisal ibn Turki 1889–1891

## Det tredje saudiska riket (1926–)
Det tredje saudiska riket grundades av Abdul Aziz ibn Saud (internationellt känd som Ibn Saud). Ibn Saud återtog 1902 Riyadh från den rivaliserande Raschidfamiljen. Han fortsatte sina erövringar med att från 1913 underkuva regionen Hasa i öster, Raschidemiratet i Ha'il samt Hijaz i väst och 1926 blev han kung av Hijaz. 1927 antog han titeln kung av Najd. Genom fördraget i Jidda 1927 erkände Storbritannien Ibn Sauds rike som då kallades kungariket Hijaz och Najd. 1932 förenades alla Ibn Sauds områden i kungariket Saudiarabien.
Ledare för det tredje saudiska riket:
- Abdul Aziz bin Abdul Rahman Al Saud (1902–1953) (1902 imam, 1932 kung)
- Kung Saud bin Abdul Aziz (1953–1964)
- Kung Faisal bin Abdul Aziz (1964–1975)
- Kung Khalid bin Abdul Aziz (1975–1982)
- Kung Fahd bin Abdul Aziz (1982–2005)
- Kung Abdullah bin Abdul Aziz (2005–2015)
- Kung Salman bin Abdul Aziz (2015–)